# 脉经
《脉经》为西晋王叔和（210－258年）编著，在中国和世界的医学发展史上有重要的作用。《脉经》全书共分十卷、九十八篇。

## 外部連結
- 《脈經》全文 （页面存档备份，存于） - 中國哲學書電子化計劃